# Coco (řeka)
Coco (španělsky Río Coco) (v minulosti známá pod názvem Río Segovia) je nejdelší středoamerická řeka. Protéká Hondurasem (departement Choluteca) a Nikaraguou (horní tok protéká departementy Nueva Segovia, Madriz a Jinotega). Celý střední a dolní tok řeky tvoří státní hranici mezi oběma zeměmi. Je 750 km dlouhá. Povodí má rozlohu 25 400 km².

## Průběh toku
Pramení na jihu Hondurasu u městečka San Marcos de Colón. Lidské osídlení podél toku je nerovnoměrné. Zatímco na horním toku je krajina hustě zalidněna a ekonomicky využívána, dolní tok řeky prochází tropickým deštným lesem bez významnějšího lidského osídlení. Při ústí řeky do Karibského moře se vyskytují bažiny a mangrovové porosty.